# (1628) Strobel
(1628) Strobel es un asteroide perteneciente al cinturón de asteroides descubierto por Karl Wilhelm Reinmuth el 11 de septiembre de 1923 desde el observatorio de Heidelberg-Königstuhl, Alemania.

## Designación y nombre
Strobel fue designado al principio como 1923 OG.
Posteriormente se nombró en honor del astrónomo alemán Willi Strobel (1909-1988).

## Características orbitales
Strobel orbita a una distancia media del Sol de 3,012 ua, pudiendo alejarse hasta 3,217 ua y acercarse hasta 2,806 ua. Tiene una excentricidad de 0,06822 y una inclinación orbital de 19,39°. Emplea 1909 días en completar una órbita alrededor del Sol.